# Hermann Lietz
Hermann Lietz. (Dumgenevitz, Rügen, 28 d'abril de 1868 - Haubinda, Turíngia, 12 de juny de 1919) va ser un pedagog alemany i uns dels iniciadors del moviment de l'Escola Nova a Europa.

## Biografia
Hermann Lietz visqué una infància en contacte amb la natura a la finca dels seus pares. Estudià educació secundària a Greifswald i Stralsund fins al 1888. Cursà teologia a les universitats de Halle i de Jena. Allà s'interessà per la idea de crear un teixit escolar per impulsar el renaixent nacional. Es doctorà amb una tesi sobre les idees socials d'Auguste Comte. Combinant les seves dues passions que eren la pedagogia i l'agricultura, treballà com a professor a l'escola de formació universitària W. Rein a Dresden entre 1895 i 1896. Després de diverses experiències educatives entre la població obrera a Berlín, va viatjar a Anglaterra a la recerca d'una metodologia educativament eficaç i renovadora. Participà en l'experiència de l'Abbotsholme School fundada per Cecil Reddie l'any 1889 a qui havia conegut a Jena. Abbotsholme obrí un nou model educatiu, fent vida al camp i amb una didàctica fonamentada en el realisme i la pràctica. Centre que és considerat com la primera escola nova o activa. De retorn a Alemanya la tardor de 1897, es dedica difondre aquest enfocament renovador de l'educació entre el professorat de l'ensenyament secundari realitzant cursos pràctics a Berlín.
L'abril de 1898 Hermann Lietz obria la primera escola nova del continent. Tenia trenta anys. La seva escola era un modest internat, situat a plena natura, a Ilserburg. Presidit per la vida senzilla i frugal on tots, professorat i alumnes, anaven abillats amb roba còmoda i pràctica. Les seves referències pedagògiques eren Rousseau, Pestalozzi i Goethe.
La proposta cridà l'atenció de famílies benestants que veieren transformar-se els seus fills a través d'endurir-se en contacte amb la natura, el treball agrícola i un nou sistema d'aprenentatge dels coneixements. Entre 1901 i 1904 la proposta s'expandí. El centre educatiu ara era format per tres escoles diferents i ubicades en llocs distints. Les quals abastaven nois d'entre set i vint anys en tres agrupacions diferents segons l'edat. Hermann Lietz anomenà les seves tres escoles Landerziehungsheime, és a dir, "Llars educatives al camp". Un nom que assenyalava el seu estil educatiu format per la vida familiar, la cultura integral i la vida en plena natura. Inspirant-se en l'experiència que havia conegut a l'Escola d'Abbotsholme. Tot era presidit per una vida senzilla i rústica, l'esforç i la iniciativa personal, el joc i l'esport i les excussions a peu. Amb la voluntat de fer infants i nois feliços que esdevinguessin professionals competents. Dotats, també, d'un vigorós sentit del compromís social. Era tota una revolució educativa presidida per l'activisme educatiu, l'esforç i la superació personal com a centre de tota l'activitat quotidiana.
Hermann Lietz emmalaltí greument al front durant la Primera Guerra Mundial. Tanmateix tingué ànims de dictar tres nous llibres abans de morir l'any 1919, als cinquanta anys.

## Objectius educatius
Entenia Hermann Lietz que calia fer primordialment una escola educativa i en segon terme fer una escola instructiva. L'objectiu era formar caràcters harmoniosos, autònoms per tal de fer joves sans i enèrgics de cos i ànima. Destres en els terrenys físic, pràctic, científic i artístic. Que pensin en claredat i agudesa, que sentin amb entusiasme i estimin amb valor i fermesa.
Al seu llibre Emlohstobba, Lietz reclama el retorn als orígens de la veritable civilització, o sia la vida rural i agrària, defugint les distorsions i conflictes que comporta la vida urbana. Estableix una relació entre activitats físiques i manuals i treball intel·lectual per tal de reconstituir la persona de l'alumne en el seu conjunt. Donant preeminència a l'educació moral i religiosa. Posat en el centre de la vida de la Landerziehungsheime la reflexió del mateix alumne sobre la seva pròpia vida i conducta.

## Obres
- Des Vaterlandes Not und Hoffnung. (La misèria i l'esperança de la pàtria).Veckenstedt 1919Tomba de Hermann Lietz a Haubinda. 1919.

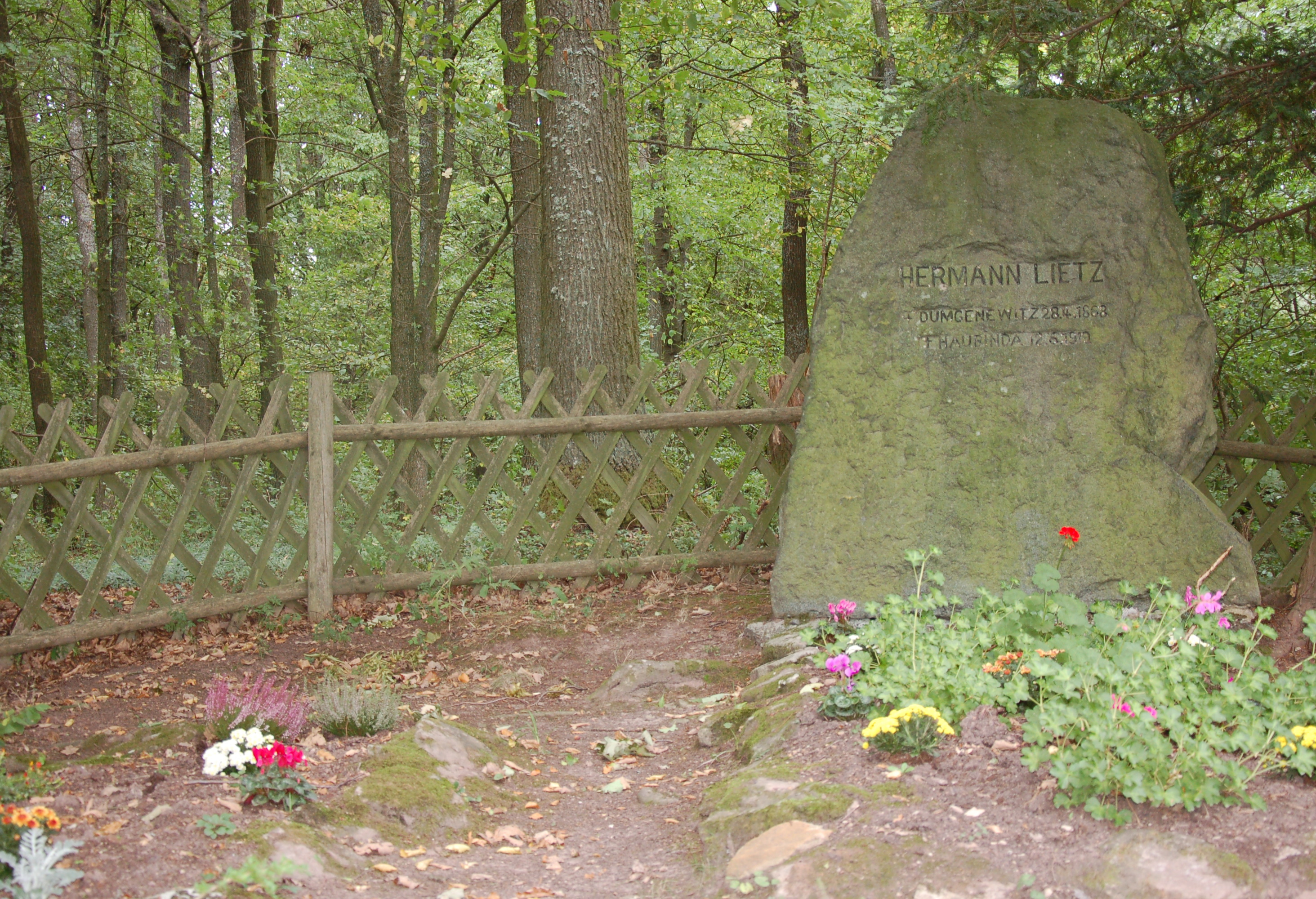
Tomba de Hermann Lietz a Haubinda. 1919.

- Lebenserinnerungen. (Records de la vida). Weimar 1935
- Freseni. Veckenstedt (Harz) s.d.
- Emlohstobba. Roman oder Wirklichkeit? Bilder aus dem deutschen Schulleben der Vergangenheit, Gegenwart oder Zukunft? (Emlohstobba. Novel·la o realitat? Imatges de la vida escolar alemanya del passat, present o futur?) Berlin: 1897